# Poljarka
Koordinaten: 71° 35′ N, 128° 55′ O

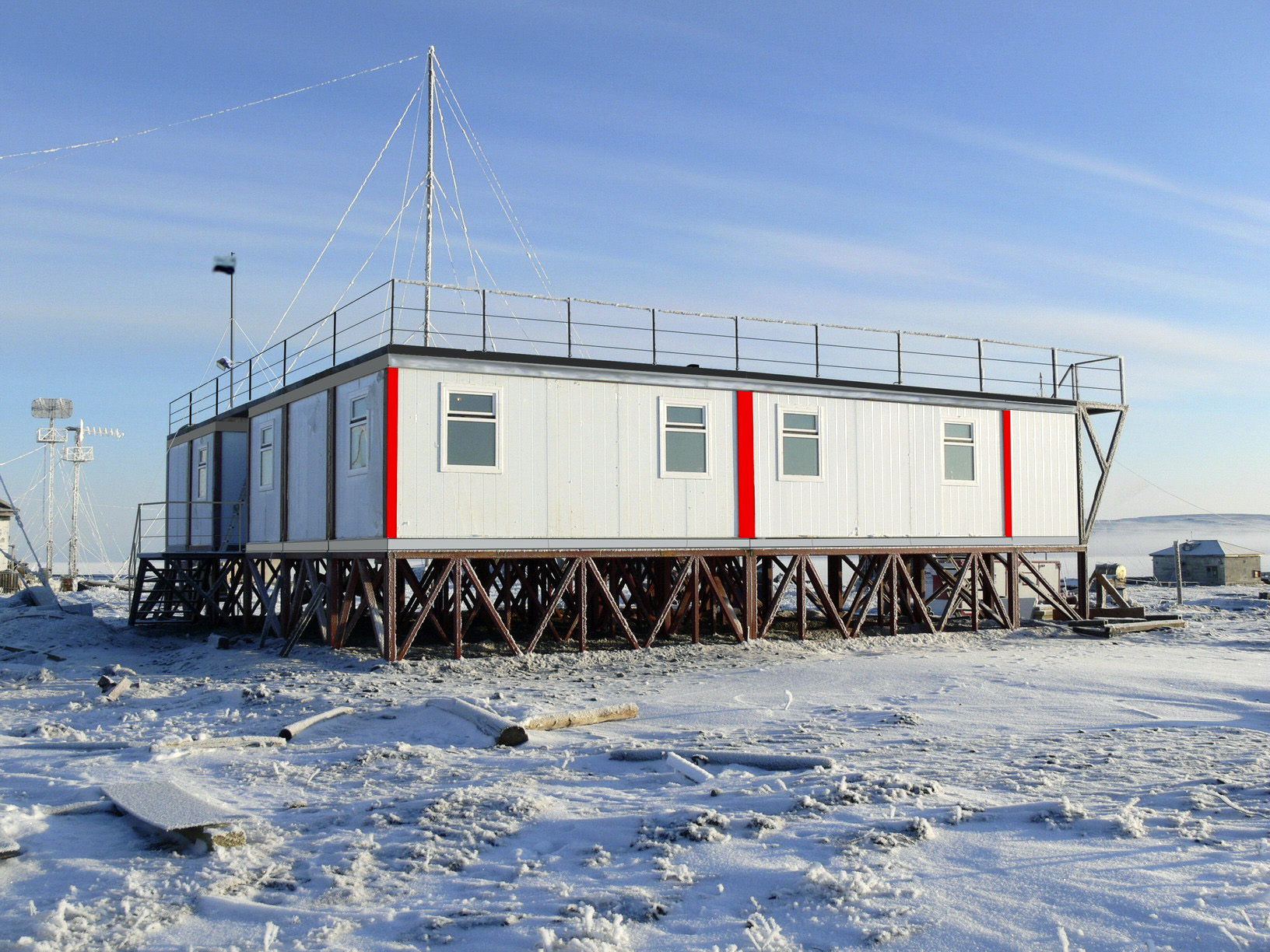
Die Wetterstation in Poljarka (2007)

Poljarka (russisch Полярка) ist eine ehemalige Siedlung im Bulunski ulus der Republik Sacha in Russland. Sie gehörte bis 1998 administrativ zur Siedlung städtischen Typs Tiksi.

## Geographie
Poljarka liegt weit nördlich des Polarkreises an der Tiksi-Bucht der Laptewsee. Der Ort befindet sich am Kap Antonow auf einer 1500 Meter langen Landzunge zwischen dem offenen Meer und einer Lagune, in die mehrere lokale Flüsse münden. 2,5 Kilometer östlich mündet der Fluss Sogo in die Tiksi-Bucht. 5,5 Kilometer südsüdwestlich liegt der Binnensee Sewastjan-Kjuele. Mit dem etwa 6 Kilometer entfernten, nordnordwestlich gelegenen Zentrum Tiksis ist Poljarka durch eine Straße verbunden.

## Geschichte
Keimzelle der Siedlung war die im August 1932 – noch vor der Gründung von Tiksi – als Beitrag zum 2. Internationalen Polarjahr in Betrieb genommene Polarstation. Ihre Besatzung bestand zunächst aus 15 Personen. Nach dem Ende des Polarjahrs blieb die Wetterstation weiter permanent besetzt und unterstand der Hauptverwaltung Nördlicher Seeweg. Mit dem Ausbau von Tiksi zum wichtigsten Ort für die Zusammenstellung von Schiffskonvois, die den nördlichen Seeweg befuhren, wurde die Polarstation ab 1936 weiter ausgebaut. Während seiner Blütezeit in den 1960er bis 1980er Jahren lebten in Poljarka 50 bis 80 Wissenschaftler, Ingenieure und Techniker mit ihren Familien. Es gab einen Kindergarten und einen Lebensmittelladen. In den 1990er Jahren war die Polarstation aus wirtschaftlichen Gründen gezwungen, ihre Aktivitäten erheblich einzuschränken. Sie wurde zu einer einfachen Wetterstation. Poljarka wurde verlassen und am 1. Juni 1999 von der Regierung der Republik Sacha von der Liste der Siedlungen gestrichen.
Für das 4. Internationale Polarjahr bekam die Wetterstation 2006 ein neues Laborgebäude, das über zusätzliche Labor- und Dachflächen für Instrumente zu Klima- und Monitoringstudien verfügt. In Zusammenarbeit des Russischen Föderalen Dienstes für Hydrometeorologie und Umweltmonitoring (Федеральная служба по гидрометеорологии и мониторингу окружающей среды) mit dem Finnischen Meteorologischen Institut, der US-amerikanischen National Oceanic and Atmospheric Administration (NOAA) und der National Science Foundation (NSF) wurde das Hydrometeorologische Observatorium Tiksi gegründet. Am 25. August 2010 wurde 1,5 Kilometer nordwestlich eine Reinluftanlage (павильон чистого воздуха) in Betrieb genommen.